# Thaumatichthys
Thaumatichthys is een geslacht van straalvinnige vissen uit de familie van armvinnigen (Thaumatichthyidae).

## Soorten
- Thaumatichthys axeli (Bruun, 1953)
- Thaumatichthys binghami Parr, 1927
- Thaumatichthys pagidostomus Smith & Radcliffe, 1912